# Élisabeth de Gramont
Antoinette Corisande Élisabeth, duquesa de Clermont-Tonnerre, nombre de pila de Gramont (23 de abril de 1875 – 6 de diciembre de 1954) fue una escritora francesa de principios del siglo XX, muy conocida por su larga relación lésbica con Natalie Clifford Barney, una escritora estadounidense. Élisabeth de Gramont se crio entre la aristocracia más alta; cuando ella era una niña, según Janet Flanner, "los campesinos en su granja ... le rogaron que no se limpiara los zapatos antes de entrar a sus casas". Dejó atrás  este mundo de riquezas y privilegios con poco arrepentimiento, y se la conoció como la "duquesa roja" por su apoyo al socialismo. 
Fue amiga íntima y, a veces, crítica del escritor Marcel Proust, a quien conoció el 9 de junio de 1903 y le sirvió de inspiración para su Madame de Guermantes.

## Trayectoria

### Primeros años
Antonia Corisande Élisabeth de Gramont nació el 23 de abril de 1875 en Nancy, Francia . Llamada "Lily", era la hija de Agénor, décimo primero duque de Gramont, y su esposa, la princesa Isabel de Beauvau-Craon. Su madre murió al darle a luz. Su padre volvió a casarse con la rica Marguerite de Rothschild.
Gramont fue educada para su clase social y se casó con Philibert, duc de Clermont-Tonnerre. Tuvieron dos hijas. 

### Natalie Barney
La duquesa de Clermont-Tonnerre (conocida como Lily) conoció a la escritora estadounidense Natalie Barney en la primavera de 1909; se hicieron amantes el 1 de mayo de 1910, fecha que celebraron como su aniversario. Por ella, Barney no abandonó París durante la Primera Guerra Mundial. Aunque ninguna de las dos era fiel a la otra sexualmente, se profesaron su amor durante toda su vida. Se dice que el marido de Elisabeth fue violento y tiránico, pero hay poca confirmación de ello.     
La duquesa aceptó las reglas de Barney, quizás de mala gana al principio, y se desvivió para ser amable con las otras amantes de Barney. Por ejemplo, la duquesa siempre incluía a Romaine Brooks cuando invitaba a Barney a irse de vacaciones. Brooks y Barney desarrollaron una relación sobre 1916, y tanto De Gramont como Brooks tuvieron que vivir con la infidelidad de Barney. Pero las tres mujeres finalmente formaron una especie de trío y se dedicaron la una a la otra por el resto de sus vidas. 
El 20 de junio de 1918, Barney y De Gramont presentaron un "no oficial" pero, al menos para ellas, un "contrato matrimonial " vinculante. El contrato estipulaba, en parte; 
"Después de nueve años de vida juntas, compartimos alegrías y preocupaciones, y confesamos nuestras relaciones. Porque la supervivencia del vínculo que creemos -y deseamos creer- es inquebrantable, ya que en su nivel más bajo de emocionalismo recíproco es la conclusión a la que se llega. La unión, duramente probada por el paso de los años, falló doblemente la prueba de fidelidad en su sexto año, mostrándonos que el adulterio es inevitable en estas relaciones donde no hay prejuicios, ni religión más que los sentimientos, ni leyes más que el deseo, incapaces de sacrificios vanos que parecen ser la negación de la vida...".
En esencia, el contrato consistía en unirlas, al menos en sus propias mentes, pero no les exigía que fueran fieles sexualmente. El contrato fue cumplido por ambas hasta la muerte de la duquesa en 1954.
Barney le presentó a Gertrude Stein, de la que se hizo gran amiga. Según cuenta Stein en sus memorias, La autobiografía de Alice B. Toklas, fue ella quien le propuso que se tradujera Ser norteamericanos. Además, desde 1927, Barney realizaba todos los viernes una serie de encuentros para poner en contacto el trabajo de las escritoras francesas y anglosajonas amigas suyas. Gramont fue una asidua a estas reuniones. Entre otras allí conoció a Colette con la que mantuvo siempre una cordial amistad. Asidua del salón de Barney, fue una de las mujeres protagonistas de El almanaque de las mujeres de Djuna Barnes, junto a otras asiduas como Dolly Wilde, Radclyffe Hall y su compañera Una Troubridge, Janet Flanner con Solita Solano y Mina Loy. Su personaje era la Duquesa Clitoressa.
Trabajó voluntaria en un hospital militar y defendió el comunismo en muchos editoriales de prensa radical y en discursos públicos, por lo que se le llamó la "duquesa roja". Barney le tuvo que ayudar económicamente en varias ocasiones.
De Gramont se divorció de Philibert en 1920.
Murió en París y está enterrada en Ancy-le-Franc, cerca del castillo familiar de Clermont-Tonnerre .

## Libros
- Mémoires d'Élisabeth de Gramont, Grasset, 1929
- Almanach des bonnes chances de France, 1930
- Le Diable chez la marquise, Littéraires, ca; 1938
- Autour de Saint-James, Du Pavois (editores), 1945
- Barbey d'Aurevilly, Grasset, 1946
- Marcel Proust, Flammarion, 1948
- La Famille des Clermont-Tonnerre, Fasquelle, 1950
- La mujer y la túnica, La Palatine, París, Ginebra, 1952
- Le Comte d'Orsay y Lady Blessington, 1955
- Souvenirs du monde de 1890 à 1940